# Untervaz
Untervaz (rétorománsky Vaz sut) je obec ve švýcarském kantonu Graubünden, okresu Landquart. Nachází se v údolí Rýna, asi 8 kilometrů severně od Churu v nadmořské výšce 564 metrů. Žije zde přibližně 2 500 obyvatel.

## Geografie
Untervaz leží u východu z rokle Valcosenz 8 kilometrů severně od Churu na levém břehu Rýna na úpatí Calandy. Obec se rozkládá od Rýna až po hřeben pohoří, kde je nejvyšším bodem Haldensteiner Calanda (2 806 m n. m.). Kromě vlastní obce patří k obci i několik salaší na svahu Calandy.
V roce 1997 bylo 40,0 % rozlohy obce využíváno zemědělsky, většinou jako pastviny. Lesy zaujímají 46,9 %, zastavěná plocha 4,8 %. Neproduktivní půda tvořila 8,2 %.
Sousedními obcemi jsou Landquart, Zizers, Trimmis, Chur a Pfäfers v kantonu St. Gallen.

## Historie

Letecký pohled na Untervaz (1970)

Untervaz byl jako Uaze poprvé zmíněn v dokumentu z roku 768. Západně od obce, v oblasti Cosenztobel, se nachází zřícenina hradu Rappenstein ze 13. století. V pozdním středověku patřila obec k biskupskému panství Alt-Aspermont a od roku 1519 k vrchnostenskému dvoru čtyř vesnic Gotteshausbundu. Do roku 1572 se obyvatelé Untervazu složením kauce vykoupili ze všech feudálních práv. V roce 1577 získali také hrad Neuburg, který se nachází 2 kilometry jihovýchodně od obce na skalnatém ostrohu nad Rýnem. V roce 1611 zde zavedl reformaci protestantský farář a děkan Georg Saluz. V roce 1612 zde vypukly konfesijní nepokoje a v roce 1622 byla obec částečně rekatolizována. V roce 1646 byla založena společná církevní obec s reformovanou církví v Igis, avšak teprve v roce 1710 se reformovaným věřícím podařilo v Untervazu postavit vlastní kostel. Od roku 1699 se o většinu katolického obyvatelstva starali kapucíni.

## Obyvatelstvo
| Rok            | 1850  | 1900 | 1950  | 2000  | 2005  | 2010  | 2020  |
| Počet obyvatel | 1 094 | 940  | 1 205 | 2 093 | 2 262 | 2 378 | 2 527 |

## Hospodářství

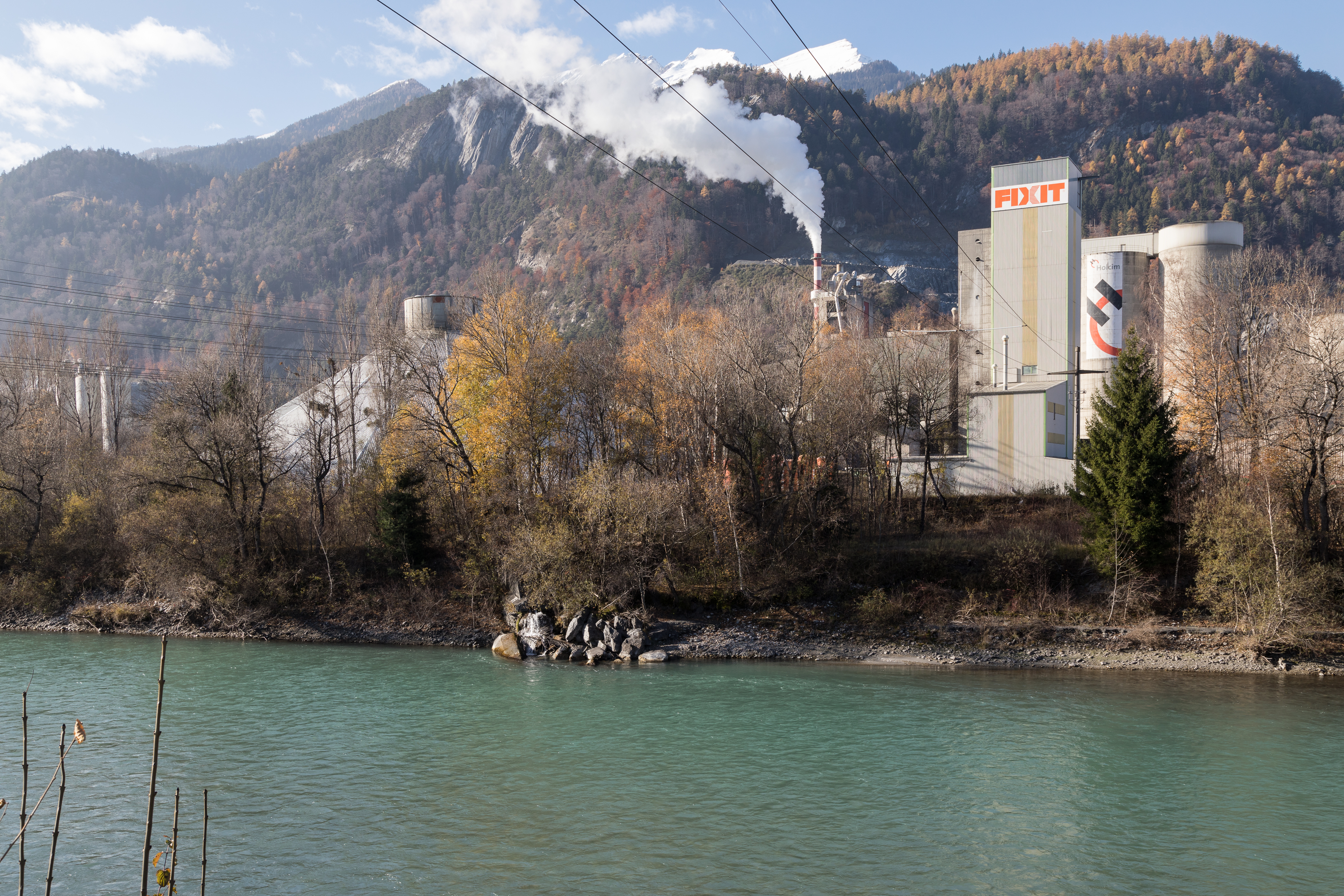
Cementárna v Untervaz

Ve druhé polovině 20. století se obec změnila z malé zemědělské vesnice na obec s průmyslem, obchodem a službami. V zemědělství a lesnictví bylo zaměstnáno 77 osob, v obchodním sektoru 280 osob a v sektoru služeb 222 osob (stav v roce 2000/01). Největším průmyslovým podnikem je cementárna patřící do skupiny Holcim. V Untervazu se nachází základna švýcarské letecké záchranné služby. Die Schweizerische Post provozuje od listopadu 2020 regionální balíkové centrum v Untervazu.

## Doprava
Obec je napojena na síť veřejné dopravy městskou autobusovou linkou č. 3 MHD Chur a stanicí Untervaz-Trimmis na trati Landquart–Thusis Rhétské dráhy (nachází se na druhém břehu Rýna na katastru Trimmisu). Okolo obce prochází také dálnice A13 (nejbližší exit 15 Zizers-Untervaz).